# Мауријско царство
Мауријско или Маурјанско царство било је велика династичка империја древне Индије. Простирући се од подручја данашњег Авганистана до Бенгалског залива, и од Хималаја до југа Индије, представља прву државу у историји која је објединила Индијски потконтинент. У мањем или већем облику опстало је од 322. п. н. е. до 185. п. н. е. Своје порекло води од краљевства Магада у Индогангској низији (данашњи Бихар и источни Утар Прадеш) на источној страни потконтинента. Главни град је била Паталипутра, надомак данашње Патне. 

## Име
Немамо сведочанство да се придев Маурјанско, Мауријанско или Мауријско у време постојања царевине користио као име државе или владајуће династије. У едиктима цара Ашоке, царство се назива санск.  — „Jaṃbudīpa”, реч која је у антици означавала цео Индијски потконтинент, док страни аутори, конкретно Грци, државу ословљавају просто Индија (грч. Ἰνδῐ́ᾱ).
Назив Маурја јавља се у каснијим индијским изворима, почевши од другог века п.н.е. Порекло имена није сасвим сигурно, и антички, а и данашњи извори дају за њега различита објашњења; свакако се везује за само име владајуће породице.

## Историја
Царство је основао Чандрагупта Маурја, који је, наизглед, био војни командант у западним подручјима царевине династије Нанда. Након што је успешно збацио власт ове куће, уз Чанакјину помоћ нагло је проширио своју власт на запад преко централне и западне Индије, искористивши поремећај локалних власти у повлачењу на запад војске Александра Великог. До 316. п. н. е. царство је потпуно заузело северозападну Индију, победивши и покоривши сатрапе које је поставио Александар. Селеук I, грчки владар у Персији и Месопотамији, безуспешно је реаговао на Чандрагуптин налет. Након кључног пораза, двојица владара закључили су мировни споразум: Чандрагупти препуштене су територије које је заузео, а он је заузврат Селеуку поклонио неколико стотина бојних слонова. Њих двојица су политичким браком такође ступили у родбинске односе.
Бивши тако осигуран од великих претњи са запада, Чандрагуптин наследник Биндусара (око 297-273. г. п. н. е.) наставио је освајачку политику свог оца, ширећи територије у правцу централне и јужне Индије. Коначни врхунац територијалне експанзије одвио се под владавином његовог сина и Чандрагуптиног унука Ашоке, који је 261. године покорио Калингу (у данашњој Одиши). Овај сукоб је, судећи по натписима самог цара, био нарочито крвав, и имао је негативан психолошки утицај на владара. Након њега окренуо се мирољубивој политици, и спокојно, али и стабилно владао својом империјом све до своје смрти 232. године.  
Под Чандрагуптом и његовим наследницима, узнапредовале су унутрашњe и спољнe трговине, пољопривреда и економскa активност проширила се широм Индије захваљујући стварању јединственог и ефикасног система финансија, управљања и безбедности. Након Калингског рата царство је уживало скоро пола века мира и безбедности под Ашоком. Маурјанска Индија је такође уживала у ери друштвене хармоније, верске трансформације и ширења науке и знања. Чандрагуптино прихватање ђаинизма је појачало друштвену и верску обнову и реформе широм његове државе, док се за Ашокино прихватање будизма говорило да је било темељ владавине друштвеног и политичког мира и ненасиља широм целе Индије. Ашока је подстицао ширење будистичких идеала у Шри Ланку, југоисточну Азију, западну Азију и медитеранску Европу.
Након смрти Ашоке у царству је наступио слабо документован период опадања. Последњег цара, Брихадарту, погубио је 185. године п.н.е. браман Пушјамитра Шунга, оснивајући сопствену династију на истоку земље. Њене западне територије у данашњем Авганистану и Пакистану евентуално су покорили грчки сатрапи, док су се многе граничне регије осамосталиле у омање и слабо забележене краљевине.

## Управа
Маурјанско царство било је апсолутистичка, наследна монархија. Срж империје чинила је Индо-ганшка низија, где се налазила престоница заједно са највећим споредним градовима, и у овом подручју цар је вршио своју власт директно. За спољашње територије цар је именовао намеснике који су дужност вршили у његово име. Традиционално се схвата да су Маурје господариле, изузевши сам југ Индије, читавом површином Јужне Азије. Новији научни ставови, на основу концентрације археолошких налазишта, као и самих натписа цара Ашоке, закључују да се царска власт протезала уздуж трговинских путева и локалних центара, док су многа залеђа империје била препуштена аутономним или сасвим непокореним племенима.
Сматра се да се појава царства као политичке организације у Индији догађа под утицајем запада, односно Персије и каснијих грчких царева. За време цара Чандрагупте почиње композиција политиколошког дела Арташастре, које се приписује Чанакји. Дело саветује владара у питању склапања савезништва, опхођења према непријатељима, и црпљења ресурса од сопственог становништва. За време владавине Ашоке, склоног будизму и пацифизму, дворска идеологија постаје наклоњена бризи о грађанима. Многи едикти овог цара, исписани на стубовима подигнутим широм државе, саветују о вођењу складног и моралног живота. Царство је такође одбацило (или занемарило) многе хиндуистичке дворске обреде, који су враћени у праксу након његовог пада.

## Уметност и култура
Период владавине Маурја у јужној Азији археолошки спада у време културе северне црне глачане керамике, која се производила у средишњим областима царевине и шире. Ова срж царевине била је урбана и развијена већ вековима уназад, са многољудним и добро утврђеним градовима; ако је веровати сведочанству путописца Мегастена, Паталипутра може бити највећи град античког света. Већи делови ових градова били су, по његовом сведочанству, сачињени од дрвета, али су истовремено били плански зидани, и уживали јавне просторе, купатила, и развијену канализациону мрежу. Изван ове регије, упориште урбанизације била је регија Гандаре у Пакистану, и њена престоница Таксила. Ка југу протезала се мрежа трговачких испостава и центара, док су између њих обитавале бројне мање развијене племенске заједнице. Становништво царства је процењено на око 50-60 милиона, што га чини једном од најмногољуднијих држава антике, у рангу са Кином и старим Римом.
Маурјански владари улагали су у подизање храмова и споменика, и међу првима нам остављају жива сведочанства дворске велеградње у историји Индије. Нарочито упечатљиви међу преосталим споменицима јесу бројни натписани стубови цара Ашоке, који показују јасне персијске утицаје. Њихови натписи, и географска распрострањеност широм царевине, један су од главних извора за њену територију као и за конкретне догађаје из Ашокиног живота. Лављи капител Ашоке из Сарната евентуално је преузет у државни амблем Индије. Ашока био је уједно и велики ктитор будизма, подижући нове и даривајући постојеће храмове. Овакво фаворизовање будистичког покрета значио је прекид са наслеђеним монархијским традицијама ведско-аријевске цивилизације. Ипак, хиндуизам није био угњетаван од стране владара, и у својим регионалним варијететима је практикован широм империје. 

Стилски елементи маурјанске уметности, заједно са каснијим грчким утицајима, били су елементарни у стварању каснијег препознатљивог стила индијске уметности.

## Галерија
- Ступа у Санчију, Ашокина задужбина, представља један од најстаријих опсталих будистичких споменика на свету.
- Капител Ашокиног стуба у Сарнату. Већина стубова на себи је имала лавове у сличном распореду. Кључан симбол је и чакра, данас средишњи елемент државне заставе Индије.
- Улаз у пећину Ломас Риши вероватно је дело Чандрагупте, и најстарији примерак мауријског рељефа.